# Pardosa zionis
Pardosa zionis este o specie de păianjeni din genul Pardosa, familia Lycosidae, descrisă de Chamberlin și Ivie în anul 1942. Conform Catalogue of Life specia Pardosa zionis nu are subspecii cunoscute.